# Ben Woldring
Berend Pieter (Ben) Woldring (Groningen, 6 februari 1985) is een Nederlands internetondernemer. Hij is tevens de directeur van de Bencom Group, een internetbedrijf met 45 werknemers, gevestigd in Groningen dat hij zelf heeft opgericht.
Woldring startte toen hij 13 jaar was de website Bellen.com voor een schoolopdracht op Het Hogeland College. Op de site vergeleek hij de tarieven van verschillende telefonieaanbieders. Deze website werd een groot succes en hij begon geld te verdienen met advertenties die hij op zijn website plaatste. Later richtte Woldring zijn eigen bedrijf op, waarmee hij meer websites startte. Zijn moeder is locatiedirecteur in Usquert terwijl zijn vader optreedt als zijn persoonlijke assistent en beheerder van zijn agenda. Ook is Woldring eigenaar van een aantal vergelijkingssites, waaronder Gaslicht.com, waar consumenten de prijzen van gas en elektriciteit kunnen vergelijken. De nieuwste vergelijker is Poliswijzer.nl. Voor het vergelijken van onder andere zorgverzekeringen en autoverzekeringen.
In 2003 werd Woldring bij Ernst & Young uitgeroepen tot Entrepreneur of the Year en in 2006 riep het Amerikaanse zakenblad Businessweek hem uit tot Europees Ondernemer van het jaar onder de 25.
Ook viel Woldring in de prijzen met Gaslicht.com, waar hij in 2021 de Shopping Awards Publieksprijs won (voormalig Thuiswinkel Awards en viel hij in 2019 en 2020 in de prijzen met de Website van het Jaar award.
Woldring is tevens actief voor het ECP, een onafhankelijk en neutraal platform waar overheid, wetenschap, bedrijfsleven, onderwijs en maatschappelijke organisaties publiek-privaat samenwerken aan een verantwoorde omgeving voor onze digitale samenleving.
Daarnaast wordt  Woldring regelmatig gevraagd door TopsectorEnergie om mee te denken aan een duurzame en inclusieve energiesector. Woldring zet zich hiermee in voor de verduurzaming van Nederland en denkt mee aan de energietransitie uitdagingen van Nederland.
Woldring is tevens ambassadeur voor het Beatrix Kinderziekenhuis in Groningen, de Stichting voor het Gehandicapte Kind en het entreprenasium.
Hij was lid van het Nationaal Comité Inhuldiging, dat tot taak had bepaalde feestelijkheden rondom de inhuldiging van koning Willem-Alexander op 30 april 2013 te coördineren.
In april 2014 vertolkte Woldring de rol van een van de discipelen bij The Passion in Groningen, en in september 2021 zat hij in het panel van BNNVARA programma “Wat Verdien Je?”